# تأسف (ویلیام بلیک)
تاسف (به سال ۱۷۹۵) یک چاپ رنگی بر روی کاغذ است که به وسیله هنرمند و شاعر انگلیس ویلیام بلیک، یکی از گروه‌هایی که «چاپ رنگی بزرگ» نامیده می‌شود، بر روی کاغذ و جوهر و آبرنگ تکمیل شده‌است.

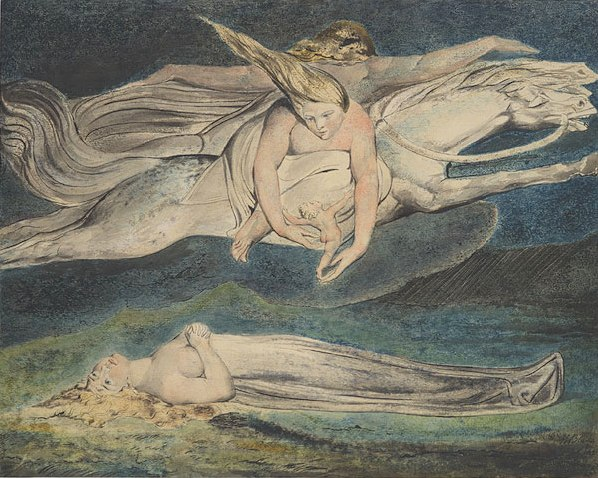
نسخه طراحی شده

## تفسیرها
مارتین بوتلین نوشت که این چاپ رنگی یکی از الهام بخش‌ترین تصاویری است که در طول تاریخ در زمینه هنر به کار رفته‌است. در واقع، «ترحم و هوا»، دو کلمه از آثار شکسپیر، همچنین دو انگیزه استفاده شده توسط بلیک در این تصویر است: یک زن کروبوو به پایین رد کردن نوزاد از مادرش. بر طبق بیوگرافی بلکینگ الکساندر گیلچریست، چاپ «در یک مقیاس قابل تحمل بزرگ است، یک زن خم شده به کمک یک مرد به طول کشیده، به عنوان اگر به مرگ داده شود.»
تاسف است که در مخالفت با چاپ بلیک شب از دشمن رم شادی (از سال ۱۷۹۵) دیده می‌شود - که نشان می‌دهد حقیقت احاطه شده توسط موجودات فوق‌العاده و عناصر مغرضانه از کابوس - به دلیل آن را فراهم می‌کند «امکان نجات» در جهان افتاده از طریق تاسف. هر دو چاپ به مکبث اشاره دارند. همان‌طور که نیکلاس راولینسون اشاره کرد، این بازی در آن زمان به یک محبوبیت بزرگ تبدیل شد و در سال ۱۷۹۵ نه بار اجرا شد.
این شخصیت یک عنصر مسیحی است که بعضی از منتقدان بر این باورند که فضیلت منفی برای بلیک است؛ زیرا تاسف با «شکست الهام و تقسیم بیشتر» و همچنین «با همبستگی و سرمایه‌گذاری مرتبط است». این همچنین بخشی از اسطورهٔ بلک است که در آن یک تارما ناخوشایند جنسی تبدیل به «تروریسم برای تمام موجودات زنده» می‌شود، هرچند احساساتی که در ذات او وجود دارد، تاسف است. شخصیت‌های دیگر بلیک این احساس را دارند، و اسطوره‌شناسی او بین مقابله زنانه «تاسف» و یک آتش‌سوزی مردانه، همان‌طور که در سرکوب وحشیانه میل در اورزن اتفاق می‌افتد، پیشرفت کرده‌است.
برخی از منتقدین ارتباط بین تاسف و «حالت هیپنوتیزم و بی دقتی» ویلیام باتلر یتس «باد در میان نی‌ها» (۱۸۹۹) را مشاهده می‌کنند.

## نسخه‌ها
چاپ در چهار نسخه از دو ماتریس مختلف وجود دارد. نسخه پیچیده‌ترین و شناخته شده‌ترین چاپ در گالری تیت، لندن، گاهی اوقات به عنوان تنها پایان داده شده‌است. این توسط گراهام رابرتسون به گالری در سال ۱۹۳۹ ارائه شده‌است و به عنوان "بوتلین ۳۱۰" فهرست شده‌است.